# Half Hour of Power
Half Hour of Power és el primer àlbum de la banda Sum 41, realitzat el 27 de juny del 2000 per Big Rig Records, subsidiària de la discogràfica Island Records.
L'àlbum va ser dedicat en memòria a l'antiga banda Closet Monster El seu títol fa referència directa a la duració de 30 minuts del disc (es van afegir alguns minuts de silenci al final de l'última pista per arribar als 30 minuts).
Aquesta és la primera de dues vegades que "Summer" va aparèixer en algun àlbum de Sum 41, la segona va ser al disc All Killer No Filler. La banda va planejar col·locar la cançó a cada àlbum com una broma, però van deixar-ho córrer després d'All Killer No Filler.

## Llista de cançons
1. "Grab the Devil by the Horns and Fuck Him Up the Ass" – 1:07
2. "Machine Gun" – 2:29
3. "What I Believe" – 2:49
4. "T.H.T." – 0:43
5. "Makes No Difference" – 3:09
6. "Summer" – 2:49
7. "32 Ways to Die" – 1:31
8. "Second Chance for Max Headroom" – 3:50
9. "Dave's Possessed Hair/It's What We're All About" – 3:48
10. "Ride the Chariot to the Devil" – 0:54
11. "Another Time Around" – 3:51

## Participació
- Deryck "Bizzy D" Whibley – vocalista, guitarra
- Dave "Brown Sound" Baksh – guitarra, vocalista
- Jason "Cone" McCaslin – baix
- Steve "Stevo 32" Jocz – bateria